# Shinchōsha
Shinchōsha (新潮社), officiellement 株式会社新潮社 (Kabushiki Kaisha Shinchōsha) et connue à l'international sous le nom Shinchosha Publishing Co, Ltd., est une maison d’édition japonaise créée en 1896. Elle publie des livres de fiction (comme ceux de Haruki Murakami), des magazines, et des mangas. Son siège se situe dans le quartier de Shinjuku à Tokyo.

## Historique

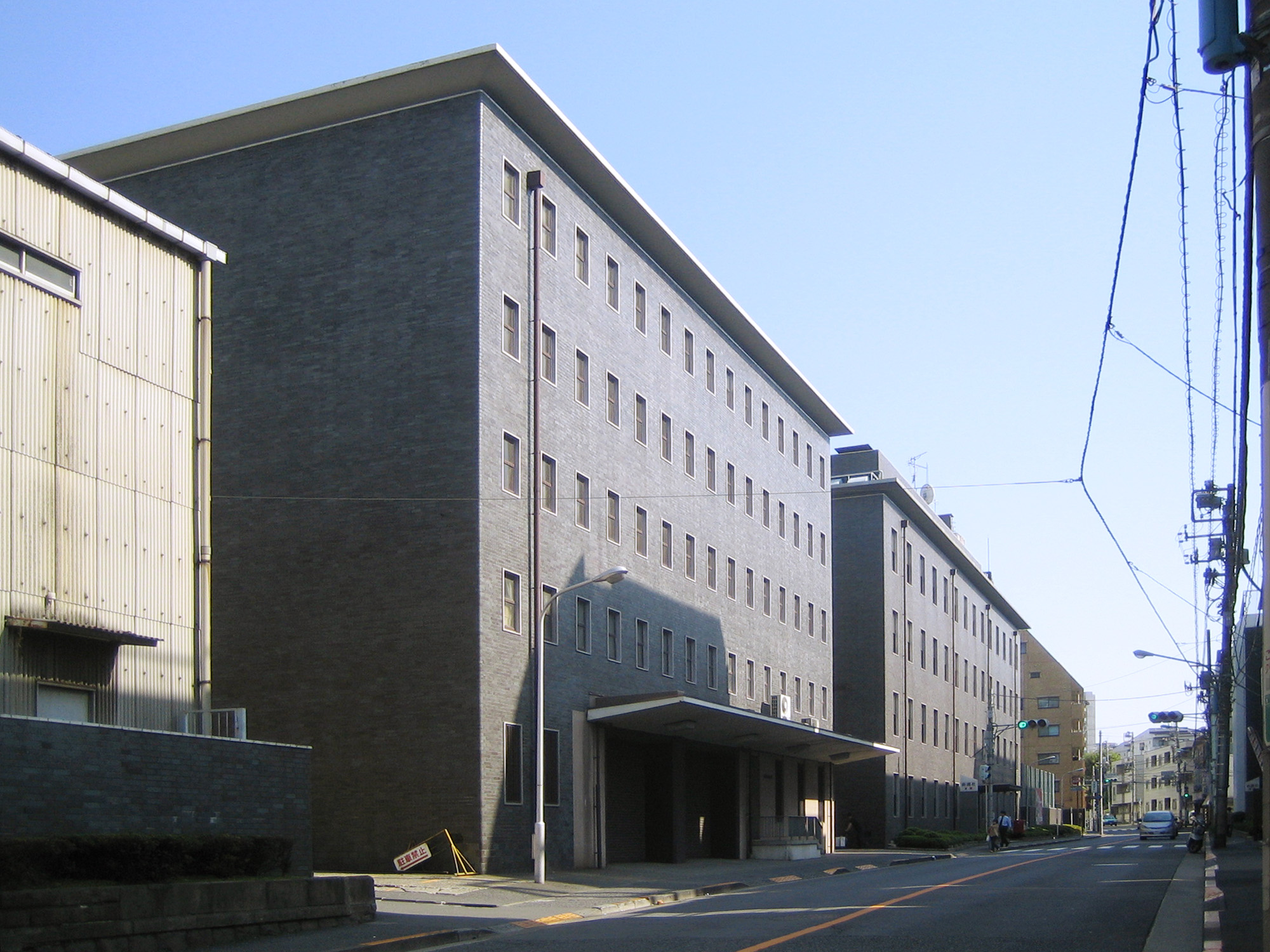
Siège de l'entreprise à Shinjuku, Tokyo.

## Magazines

### Hebdomadaire
- Weekly Comic Bunch (週刊コミックバンチ?) (2001-2010)
- Go Go Bunch (ゴーゴーバンチ?) (2013-2018)
- Monthly Comic @Bunch (月刊コミック@バンチ?) (2011-2018), renommé Monthly Comic Bunch (コミックバンチ?)
- Shūkan Shinchō (週刊新潮?)
- FOCUS (arrêté)

### Mensuel
- ENGINE
- Foresight
- "Monthly" Series (「月刊」シリーズ?)
- Nami (波?)
- nicola
- Shinchō
- Shinchō 45 (新潮45?)
- Geijutsu Shinchō (芸術新潮?)
- Shōsetsu Shinchō (小説新潮?)
- Tabi (旅?)

### Saisonnier
- Kangaeru Hito (考える人?)